# Georges Johin
Georges Édouard Johin (Paris, 31 de julho de 1877 – Tessancourt-sur-Aubette, 6 de dezembro de 1955) foi um atleta francês de croquet.
Johin possui duas medalhas olímpicas, conquistadas nos Jogos Olímpicos de Paris, em 1900. Nesta ocasião, superou o compatriota Cherétien Waydelich, sendo o vice-campeão da prova individual uma bola, que foi conquistada pelo também francês Gaston Aumoitte. Ao lado de Aumoitte, conquistou seu único ouro olímpico, no evento por duplas.